# Partido Republicano Nacional
No confundir con el Partido Republicano (Costa Rica)
El Partido Republicano Nacional fue un partido político que dominó la política costarricense entre 1932 y 1948. El partido fue fundado en torno a la figura de Ricardo Jiménez Oreamuno por una facción disidente que se escindió del Partido Republicano de Máximo Fernández Alvarado.
Logró llevar al poder a Ricardo Jiménez Oreamuno en 1932, a León Cortés Castro en 1936, a Rafael Ángel Calderón Guardia en 1940 y a Teodoro Picado Michalski en 1944, pero en 1948 fracasó en un intento por llevar nuevamente al poder a Rafael Ángel Calderón Guardia lo que hizo estallar la Guerra del 48. Durante el período 1940 a 1948 el Partido Republicano fue aliado de los comunistas representados principalmente por el Partido Vanguardia Popular y realizó una serie de políticas reformistas en favor de las clases populares influenciadas por el socialcristianismo.
Terminada la guerra civil el recién fundado Tribunal Nacional Electoral no permitió que el Partido Republicano se reinscribiera para participar en las elecciones de 1953, primeras tras la vuelta a la democracia, sin embargo si autorizó a una organización denominada Partido Republicano Independiente, que era virtualmente la misma, inscribirse a escala provincial de San José y presentar candidatos a diputados, eligiendo tres, uno de ellos el famoso sacerdote y político Jorge Volio Jiménez. En aquel momento Calderón se encontraba exiliado en México.
Para las elecciones de 1958 el Partido Republicano apoyó a Mario Echandi del Partido Unión Nacional quien prometió traer de vuelta a Calderón si ganaba y firmar una amnistía general para todos los involucrados en la guerra. Echandi ganó las elecciones y cumplió. Además los republicanos candidatearon a Calderón como primer lugar de la lista por San José para diputado, cargo al que resultó elegido. Calderón fue candidato republicano en las elecciones de 1962 quedando en segundo lugar y por encima de Otilio Ulate que fue candidato del PUN, sin embargo, para las elecciones de 1966 el Republicano y el Unión Nacional se unieron en la coalición Unificación Nacional y presentaron como candidato único a José Joaquín Trejos quien resultaría electo presidente. Tras esto el PRN y el PUN desaparecen.
Tras el fallecimiento de Calderón Guardia su hijo, Rafael Ángel Calderón Fournier, fundaría el Partido Republicano Calderonista considerado en general el principal heredero del Partido Republicano Nacional. En 1983 el Republicano Calderonista se fusionó con las agrupaciones  Partido Unión Popular, Partido Renovación Democrática y Partido Demócrata Cristiano de Costa Rica y conformaron el Partido Unidad Social Cristiana llevando a la presidencia a Rafael Ángel Calderón Fournier en 1990, a Miguel Ángel Rodríguez Echeverría en 1998 y a Abel Pacheco de la Espriella en 2002.

## Elecciones presidenciales
| Elecciones presidenciales |                               |         |       |          |
| Año                       | Candidato                     | Votos   | %     | Posición |
| 1932                      | Ricardo Jiménez Oreamuno      | 35 408  | 46.7% | 1°       |
| 1936                      | León Cortés Castro            | 52 924  | 60.2% | 1°       |
| 1940                      | Rafael Ángel Calderón Guardia | 92 849  | 84.5% | 1°       |
| 1944                      | Teodoro Picado Michalski      | 52 830  | 75.1% | 1°       |
| 1948                      | Rafael Ángel Calderón Guardia | 44 438  | 44.7% | 2°       |
| 1962                      | Rafael Ángel Calderón Guardia | 135 533 | 35.3% | 2°       |

## Elecciones legislativas (Segunda República)
|  | 7.21 % |

|  | 22.36 % |

|  | 33.49 % |

|  | 4.88 % |